# Двенадцать подвигов Астерикса
«Двенадцать подвигов Астерикса» (фр. Les Douze Travaux d’Astérix) — французский полнометражный анимационный фильм, являющийся экранизацией серии комиксов про Астерикса и Обеликса. Это третий мультфильм в мультипликационной франшизе Астерикса.

## Главные персонажи
- Астерикс
- Обеликс
- Панорамикс
- Юлий Цезарь
- Идефикс

## Сюжет
50 год до нашей эры. Галлия, как и всегда, под контролем римлян, но одна деревня в Арморике (полуостров Бретань, нынешний северо-запад Франции) успешно отбивает нападения римских легионов. После одного такого нападения римляне задаются вопросом, не боги ли им противостоят, ведь другого объяснения не находится. Гай Юлий Цезарь на встрече с вождём галлов Жизнестатистиксом предлагает сделку — он даст 12 заданий галлам, которые не по силам смертным, но по силам богам, и если они справятся со всеми из них, тогда римляне оставят галлов в покое. На выполнение подвигов отправляются Астерикс и Обеликс.
1. Соревнование в беге. Астерикс и Обеликс должны победить на соревнованиях по бегу Асбестоса, чемпиона Олимпийских игр по бегу. Астерикс легко побеждает его с помощью зелья, успев ещё собрать грибы, сорвать букет цветов, съесть яблоко и привести после этого Асбетоса к финишу, когда тот врезался в яблоню.
2. Соревнование по метанию копья. Астерикс и Обеликс должны победить в метании копья персидского копьеносца Версаса. Версас добросил копьё до американских индейцев, а копьё, брошенное Обеликсом, обогнуло земной шар и полетело за Версасом.
3. Борьба. Астерикс и Обеликс должны победить германца Цилиндрика, чемпиона по дзюдо. Несмотря на свой малый рост, он оказывается весьма серьёзным противником и одолевает Обеликса, используя разговор о весе, но Астерикс всё же побеждает его хитростью — благодаря советам, которые Цилиндрик сам же даёт ему. Цилиндрик опомнился только тогда, когда Астерикс победил его.
4. Переправа через озеро. Астерикс и Обеликс должны переправиться через озеро, которое само по себе не очень велико, но в центре его есть Остров Наслаждений, обольстительные жрицы которого заманивают путников в безвозвратный плен. Но Обеликс, возмутившись тем, что на острове нет диких кабанов, уходит с острова разочарованным и забирает Астерикса.
5. Египетский гипнотизёр. Астерикс и Обеликс должны посетить сеанс гипноза у Ириса, египтянина, гипнотизирующего своих посетителей волшебными лучами из своих глаз и способного внушить им любые идеи и мысли. Задача Астерикса и Обеликса — выдержать сеанс гипноза и не поддаться. Астериксу удаётся не только сделать это, но и самому загипнотизировать египтянина, внушив ему, что он — кабан.
6. Обед в трактире. Астерикс и Обеликс должны зайти в трактир бельгийского повара Манекенпикса и съесть всё, что он им подаст. Обеликс в одиночку съедает всё, что подаёт повар, тем самым разорив беднягу, но утверждает, что так и не наелся.
7. Пещера. Астерикс и Обеликс должны пройти через пещеру, в которой якобы живёт чудовище Зверь. По пути им встречаются чудовища и призраки. Доподлинно неизвестно, был ли Зверь вообще, но, выйдя из пещеры, Обеликс утверждает, что Зверь был вкусным.
8. Получение справки. Астерикс и Обеликс должны получить разрешение под номером А38 на право приступить к следующему подвигу, что не так-то просто, поскольку разрешение выдаётся в огромном учреждении, где буквально царит бюрократия — для разрешения надо обойти много этажей и целую массу инстанций, из-за чего все, кто пытаются это сделать, сходят с ума. Астерикс и Обеликс бьют бюрократов их же оружием, прося у них несуществующее разрешение А39 и тем самым заставляя их самих бегать по всем этажам, чтобы узнать о новом разрешении, и доводя до исступления. В конце руководитель учреждения даёт им пропуск А38 и тоже сходит с ума.
9. Пересечение пропасти. Астерикс и Обеликс должны пересечь по невидимой нити пропасть, на дне которой живут крокодилы. Они закидывают крокодилов на нить и спокойно переходят.
10. Штурм горы. Астерикс и Обеликс должны подняться на вершину горы и найти там Горного Старца, который загадает им загадку. Если они сумеют её разгадать, подвиг будет выполнен, а если нет — тогда последствия окажутся весьма плачевны. Им удаётся взобраться на гору, где они находят Старца и решают его загадку — определяют с завязанными глазами, какая из двух стопок белья постирана порошком «Олимпус».
11. Поле с призраками. Астерикс и Обеликс должны провести ночь на поле, где по ночам появляются призраки погибших легионеров. Астерикс и Обеликс после ругани прогоняют духов, утверждая, что те не дают им поспать.
12. Рим. Последнее испытание. Астерикс, Обеликс и другие жители деревни должны выйти на арену и выдержать бой сначала против гладиаторов, а затем — против диких зверей. Галлы громят гладиаторов, а когда Цезарь выпускает диких зверей, то превращают Колизей в самый настоящий цирк.

В конце концов, Цезарь признаёт своё поражение и уходит в почётную отставку, поселившись вместе с Клеопатрой в сельской местности и начав новую жизнь. Жизнестатистикс становится императором, поскольку именно ему доверяют судьбу Рима, а Тиддлус который являлся судьей для 12 заданий на протяжении мультфильма — выбрал в качестве награды остаться в Острове Наслаждений.

## Культурные отсылки
Отличительной чертой, как фильма, так и комикса-первоисточника, является большое количество культурных отсылок и актуальных пародий. Вот некоторые из тех, что представлены в мультфильме:
- Один из сенаторов, играющийся с ножом — Марк Юний Брут, которого Цезарь одёргивает и предостерегает от трюков с ножом[3][4].
- Сцена с получением разрешения на вход в Римскую империю, пародирующая бюрократические процедуры, способные свести с ума, стала обсуждаемой в Германии из-за ограничительных мер во время пандемии COVID-19[5]. В той же сцене группа обезумевших людей изображает паровоз, который появится лишь в XIX веке.
- Эпизод после угадывания загадки Старца пародирует рекламные ролики стиральных порошков.